# Хосе Альберто Кінтанілья
Хосе Альберто Кінтанілья (ісп. José Alberto Quintanilla, 1 січня 1997) — болівійський плавець.
Учасник Олімпійських Ігор 2016 року.